# باشگاه ورزشی الجهاد
باشگاه ورزشی الجهاد (عربی: نادي الجهاد الرياضي‎) یک باشگاه فوتبال سوری مستقر در قامشلی است که در سال ۱۹۶۲ پایه‌گذاری شد. آن‌ها در ورزشگاه ۷ آوریلِ قامشلی بازی می‌کنند.